# Cyclophora fasciata
Cyclophora fasciata là một loài bướm đêm trong họ Geometridae.